# 花吹雪恋吹雪
バウ・エンターテイメント『花吹雪 恋吹雪』（はなふぶき こいふぶき）は、2000年10月 - 11月に上演された宝塚歌劇星組の舞台作品。2幕。

## 概要
作・演出は齋藤吉正で、主演は元宝塚歌劇団星組の安蘭けい。雪組から組替えで星組に異動して最初の主演作となった。
物語は石川五右衛門（安蘭けい）が幼少期に忍びの里に預けられてから釜ゆでの刑になるまでを描く。
忍びを抜け逃亡する生活を続ける文吾が石川五右衛門になる経緯や、後に妻となる初音（秋園美緒）との恋模様、そして彼を執拗に追う忍者・霧隠才蔵（夢輝のあ）との激しい立ち回り、初音との間の娘であるモニカ（秋園美緒・2役）の姿などを描き、五右衛門の波乱万丈の人生を宝塚歌劇風に描いた作品となっている。

## エピソード
花吹雪 恋吹雪の主題歌は安蘭けいが宝塚歌劇団を退団する際のサヨナラショーの一曲目にも使われた。

## 公演日程
- 2000年10月12日（木） - 10月27日（金）　宝塚バウホール（兵庫県宝塚市）
- 2000年11月2日（木） - 11月7日（火）　日本青年館大ホール（東京都新宿区）

## スタッフ
- 作･演出：齋藤吉正[1]
- 作曲・編曲：高橋城[1]
- 編曲[1]：今出哲也、木川田新
- 振付[1]：麻咲梨乃・若央りさ
- 擬闘：清家三彦[1]
- 装置：大橋泰弘[1]
- 衣装：有村淳[1]
- 照明：八木優和[1]
- 音響：加門清邦[1]
- 演出助手：大野拓史[1]
- 装置補：新宮有紀[1]
- 衣装助手：川崎千絵[1]
- 舞台進行：山崎芳雄[1]
- 舞台監督：西澤明彦（東京のみ）[1]
- 録音演奏：宝塚ニューサウンズ[1]
- 制作：森下信雄[1]

## 出演者一覧
- 光あけみ（専科所属）[1]

- 英真なおき[1]
- 毬丘智美[1]
- しのぶ紫[1]
- 大洋あゆ夢[1]
- 安蘭けい[1]
- 原美笛[1]
- 夢輝のあ[1]
- 秋園美緒[1]
- 美稀千種[1]
- 水瀬あお[1]

- 雪路歌帆[1]
- 真飛聖[1]
- 毬乃ゆい[1]
- 琴まりえ[1]
- 拓麻早希[1]
- 千琴ひめか[1]
- 大河睦[1]
- 涼麻とも[1]
- 沙和真奈帆[1]
- 柚希礼音[1]

- 映美くらら[1]
- 天霧真世[1]
- 銀河亜未[1]
- 彩海早矢[1]
- 陽月華[1]
- 凜華せら[1]

## 主な配役
- 石川五右衛門（文吾）：安蘭けい
- 初音、笛（モニカ）：秋園美緒
- 霧隠才蔵：夢輝のあ[1]
- 石田佐吉（三成）：真飛聖
- 杉谷善次：英真なおき[1]
- 納屋助左衛門：水瀬あお[1]
- 羽柴秀吉：大洋あゆ夢
- ねね、楯岡ノ道順：しのぶ紫
- 又木：雪路歌帆
- 勝：美稀千種
- 仁兵衛：拓麻早希
- 梢：琴まりえ
- しま：光あけみ
- 桔梗：原美笛
- 熊若：柚希礼音
- 茶々：映美くらら[1]
- 赤影：毬丘智美
- 青影：毬乃ゆい
- 白影：千琴ひめか
- 文吾（幼少）：銀河亜未
- 初音（幼少）：陽月華